# Nụ hôn (Gustav Klimt)
Nụ hôn (tiếng Anh The Kiss, tên gốc tiếng Đức Der Kuss) là bức tranh của danh họa Gustav Klimt, và có thể coi là tác phẩm nổi tiếng nhất của ông. Klimt bắt tay vào thực hiện bức tranh vào năm 1907, năm đỉnh cao trong 'thời kì hoàng kim' của Klimt. Tranh miêu tả một đôi nam nữ hôn nhau, được vẽ trong sắc vàng và nhiều hình khối, với phông nền màu đồng. Có thể coi Nụ hôn là lời khẳng định khéo léo của Klimt về tư tưởng tình dục và tự do tình dục.
Klimt có cảm hứng đặc biệt với các phụ nữ tóc đỏ, và do đó người ta không hề ngạc nhiên khi nhân vật nữ trong Nụ hôn có mái tóc màu đỏ. Một vài người cho rằng Klimt và nàng thơ Emilie Flöge của ông là hình mẫu cho cặp đôi trong tuyệt phẩm này. Một vài ý kiến khác lại cho rằng người phụ nữ trong tranh là một người mẫu có biệt danh 'Red Hilda', bởi có rất nhiều bằng chứng cho thấy bà cũng là người mẫu cho các tranh khác của Klimt như 'Woman with feather boa', 'Goldfish' và 'Danaë'. Bà đã kể lại với cháu trai rằng mình là người mẫu trong Nụ hôn, tuy nhiên điều này cũng không có bằng cớ xác thực.
Hình ảnh của Gustav Klimt và bức tranh Nụ hôn đã được chọn để in lên đồng vàng 100 euro của bộ sưu tập tiền hội họa phát hành tháng 11 năm 2003. Mặt trước đồng xu là Klimt trong xưởng vẽ với 2 bức tranh chưa hoàn thành trên giá; mặt sau in hình cặp đôi trong Nụ hôn với dòng chữ "Der Kuss".